# Will McCormack
William Joseph McCormack Jr. (Plainfield, 13 gennaio 1974) è un attore, produttore cinematografico, sceneggiatore e regista statunitense.

## Biografia
Will McCormack è nato il 13 gennaio 1974 a Plainfield, in New Jersey. Ha due sorelle maggiori, Mary, un'attrice, e Bridget, giudice della Corte Suprema del Michigan ed ex professoressa di diritto all'Università del Michigan. Si è laureato al Trinity College di Hartford, in Connecticut. Nel 1996 ha recitato a Broadway, al Criterion Center Stage Rightm nella rappresentazione teatrale dell'opera Estate e fumo di Tennessee Williams. Dal 1999 al 2001 ha interpretato Jason La Penna nella serie I Soprano. Successivamente, ha impersonato il personaggio di Leo Spiller in Dirt. Nel 2019 ha contribuito alla sceneggiatura del film d'animazione Toy Story 4. Nel 2021 ha vinto il Premio Oscar al miglior cortometraggio d'animazione per Se succede qualcosa, vi voglio bene. Dal 2018 è fidanzato con l'attrice Emily Arlook.

## Filmografia

### Attore

#### Cinema
- Colin Fitz, regia di Robert Bella (1997)
- Harvest, regia di Stuart Burkin (1998)
- 1 km da Wall Street (Boiler Room), regia di Ben Younger (2000)
- Gli ultimi fuorilegge (American Outlaws), regia di Les Mayfield (2001)
- Abandon - Misteriosi omicidi (Abandon), regia di Stephen Gaghan (2002)
- A Midsummer Night's Rave, regia di Gil Cates Jr. (2002)
- Elf - Un elfo di nome Buddy (Elf), regia di Jon Favreau (2003)
- Partnerperfetto.com (Must Love Dogs), regia di Gary David Goldberg (2005)
- Prime, regia di Ben Younger (2005)
- Syriana, regia di Stephen Gaghan (2005)
- Right at Your Door, regia di Chris Gorak (2006)
- Stories USA, regia di Paul Carafotes, David Brooks, M. Eastling, Tyrone Finch, Jeremy Hall, Gary Hawes e Erik MacArthur (2007)
- Separati innamorati (Celeste and Jesse Forever), regia di Lee Toland Krieger (2012)
- Here Comes the Night, regia di Peter Shanel (2013)
- Aspettando Alex (Alex of Venice), regia di Chris Messina (2014)
- Electric Slide, regia di Tristan Patterson (2014)
- Among Ravens, regia di Russell Friedenberg (2014)
- Nelle pieghe del tempo (A Wrinkle in Time), regia di Ava DuVernay (2018)

#### Televisione
- Dellaventura - serie TV, episodio 1x14 (1998)
- Downtown, regia di Mark Ledzian - film TV (1998)
- I Soprano (The Sopranos) - serie TV, 4 episodi (1999-2001)
- The Shield - serie TV, episodio 1x06 (2002)
- The Commuters, regia di Stephen Kay - film TV (2005)
- Joint Custody, regia di Shawn Levy - film TV (2005)
- CSI: NY - serie TV, episodio 2x12 (2006)
- Dirt - serie TV, 15 episodi (2007-2008)
- CSI - Scena del crimine (CSI: Crime Scene Investigation) - serie TV, episodio 9x03 (2008)
- Brothers & Sisters - Segreti di famiglia (Brothers & Sisters) - serie TV, 6 episodi (2008-2009)
- In Plain Sight - Protezione testimoni (In Plain Sight) - serie TV, 6 episodi (2008-2012)
- Medium - serie TV, episodio 6x12 (2010)
- Alphas - serie TV, episodio 1x02 (2011)
- Paul the Male Matchmaker - serie TV, episodio 1x01 (2011)
- The Office - serie TV, episodi 9x13 (2013)
- Mob City - serie TV, episodio 1x02 (2013)
- A to Z - serie TV, episodio 1x13 (2015)
- Good Fortune, regia di Pamela Fryman - film TV (2016)
- Grown-ish - serie TV, episodio 3x05 (2020)

#### Cortometraggi
- Pretzel, regia di Jay Alaimo (2001)
- Life Makes Sense If You're Famous, regia di Erik MacArthur (2002)
- The Wind Fisherman, regia di Anna McRoberts (2007)
- Just the Two of Us, regia di Grasie Mercedes e Nathan Caywood (2021)

### Produttore

#### Cinema
- Separati innamorati (Celeste and Jesse Forever), regia di Lee Toland Krieger (2012)

#### Televisione
- A to Z - serie TV, 13 episodi (2014-2015)
- Mix, regia di Daniel Barnz - film TV (2015)
- Good Fortune, regia di Pamela Fryman - film TV (2016)
- Claws - serie TV, 40 episodi (2017-2022)
- Centerpiece - serie TV (2020)
- Kevin Can F**k Himself - serie TV, 16 episodi (2021-2022)

#### Cortometraggi
- Se succede qualcosa, vi voglio bene (If Anything Happens I Love You), regia di Will McCormack e Michael Govier (2020)

### Sceneggiatura

#### Cinema
- Separati innamorati (Celeste and Jesse Forever), regia di Lee Toland Krieger (2012)
- Toy Story 4, regia di Josh Cooley (2019)

#### Televisione
- A to Z - serie TV, episodio 1x07 (2014)

#### Cortometraggi
- Se succede qualcosa, vi voglio bene (If Anything Happens I Love You), regia di Will McCormack e Michael Govier (2020)

### Regista
- Se succede qualcosa, vi voglio bene (If Anything Happens I Love You), co-regia con Michael Govier (2020)

## Riconoscimenti
- Premio Oscar
  - 2021 - Miglior cortometraggio d'animazione per Se succede qualcosa, vi voglio bene

## Doppiatori italiani
Nelle versioni in italiano delle opere in cui ha recitato, Will McCormack è stato doppiato da:
- Vittorio De Angelis in Abandon - Misteriosi omicidi
- Fabrizio Vidale in The Shield
- Enrico Pallini in Prime
- Giuliano Bonetto in CSI: NY
- Gabriele Patriarca in Right at Your Door
- Gabriele Lopez in Brothers & Sisters - Segreti di famiglia
- Christian Iansante in CSI - Scena del crimine
- Riccardo Scarafoni in Separati innamorati
- Sacha Pilara ne Nelle pieghe del tempo